# Дуже страшне кіно 2
«Дуже страшне кіно 2» (англ. Scary movie 2) — американський комедійний фільм-пародія 2001 року режисера Кінена Айворі Веянса.
Минув рік після подій першого фільму. Сінді Кемпбелл, Бренда Мікс, Рей Вілкінс, і Шорті Мікс («Малий») вступили у коледж і намагаються почати нове життя. Але саме їх професора Олдман і його прикутий до інвалідного візка асистент Двайт обирають для експерименту з вивчення привидів. Учні повинні провести з ними вихідні в маєтку, де відбуваються паранормальні події. В фільмі присутні пародії на «Янголів Чарлі», «Привид будинку на пагорбі», «Мисливців на привидів» та першу частину франшизи.

## Сюжет
В маєтку з привидами «Пекельний дім» зібралися власники та священник Гарріс. Вони співають непристойну пісню, коли в кімнату заходить дочка власниці маєтку, Меган Вурхіз, одержима духом попереднього власника Г'ю Кейна. Мати викликає священника Макфілі, щоб він і Гарріс вигнали духа. Меган глузує зі священників і блює на них. Після всіх невдалих спроб вигнати привид Кейна, Макфілі дістає пістолет і стріляє в Меган.
Минає рік, Сінді Кемпбелл, Бренда Мікс, Рей Вілкінс і Шорті Мікс навчаються в коледжі, намагаючись жити новим життям після того, як пережили події першого фільму. Сінді знайомиться з невпевненим Банді. Професор Олдман і його паралізований асистент Двайт Гартман планують вивчити паранормальну активність у «Пекельному домі». Вони вирішують залучити Сінді та її друзів, щоб довести існування привидів.
Сінді приїжджає в маєток першою і стикається з лайливим папугою та моторошним дворецьким Гансоном, у якого спотворена рука. Пізніше прибувають інші учні та, до групи також приєднується приваблива Тео. Вони сідають вечеряти, але незабаром втрачають апетит через відразливе поводження Генсона з їжею.
Уночі Сінді чує голоси, що спрямовують її до секретної кімнати, де вона з Бадді знаходять щоденник дружини Кейна. Побачивши її портрет, вони зауважують її схожість на Сінді. Тим часом привид Кейна займається сексом зі сплячою Алекс у її спальні та швидко зникає, згадавши про свої зобов'язання. Рея атакує лялька клоуна, проте виявляється неготова протистояти його хтивості. Сінді вступає в бійку з домашнім котом, містером Кіттлзом. Коли Сінді намагається розповісти про це Олдмену, той не вірить і посилає Тео віднести Сінді спати.
Пізніше в Сінді вселяється привид дружини Кейна, вона спокушає Олдмена, але швидко отямлюється, не пам'ятаючи останніх подій. Шорті поливає горщик з кущем коноплі і той виростає в монстра, що робить з Шорті самокрутку на намагається його скурити. Банді відволікає монстра, давши йому чипсів.
Наступного ранку Олдмен каже Двайту, що ніхто не повинен покидати маєток, і демонструє свою справжню розпусну натуру. Олдмен дає Двайту єдині ключі від будинку, які учні прагнуть викрасти. Тео безрезультатно пропонує Двайту оральний секс; Двайт задовільняє сам себе, тоді вона викрадає в нього ключі. За Сінді женеться скелет, але Бренда розуміє, що це нікчемний ворог, і переставляє йому кістки місцями.
Олдмена спокушає і вбиває привид коханки Кейна, Вікторії Крейн. Пізніше Шорті стикається з привидом коханки, але зачаровує її та займається з нею сексом. Після того, як Двайт озброює учнів приладами нічого бачення та бластерами, якими можна поранити привида, їх переслідують примари по всьому маєтку. Двайт вступає в дуель проти Кейна на інвалідних візках і вилітає у вікно.
Алекс намагається завоювати кохання Кейна, але його вбиває привид Крейн. Банді та Сінді опиняються замкнені в холодильній камері. Сінді складає з випадкових об'єктів трактор і втікає на ньому з холодильної камери.
Генсон, одержимий Кейном, викрадає обколотого транквілізаторами Шорті та збирається вирізати йому мозок. Але в голові Шорті замість мозку виявляється недолугий репер. Сінді, Бренда й Тео об'єднуються проти Генсона. Двайт повертається в маєток і пропонує план. Сінді погоджується стати приманкою, щоб заманити Кейна в пристрій, який знищує його.
Через два місяці Сінді та Банді починають зустрічатися. Вони гуляють, коли з'являється Генсон та каже, що забере Сінді з собою. За мить його збиває на авто Шорті.

## В ролях
- Анна Фаріс — Сінді Кемпбелл
- Марлон Веянс — Шорті Мікс
- Джеймс ДеБелло — Томмі
- Шон Вайанс — Рей Вілкінс
- Девід Кросс — Двайт Гартман
- Реджіна Голл — Бренда Мікс
- Крістофер Мастерсон — Банді
- Тім Каррі — Професор Олдман
- Кетлін Робертсон — Тео
- Кріс Еліотт — Генсон
- Джеймс Вудс — Батько Макфілі
- Енді Ріхтер — Батько Гарріс
- Торі Спеллінг — Алекс Мандей
- Наташа Лайонн — Меган Вургіз
- Вероніка Картрайт — місіс Вургіз
- Річард Молл — Г'ю Кейн (привид пекельного будинку)
- Гном Бітлджус (aka Лестер Грін) — мозок Шорті

## До початку зйомок
Марлон Брандо отримав 1 млн доларів за маленьку роль священика Макфлі, яку він повинен був зіграти в початковій сцені фільму, що пародіює «Екзорцист» (1973). Але за кілька днів до початку зйомок знаменитий актор захворів на пневмонію та вибув із проекту. Проте ніхто не став вимагати від Брандо, щоб той повернув виплачені йому гроші. Роль Макфлі потім запропонували Чарлтону Гестону, але він від неї відмовився. У результаті її виконав Джеймс Вудс.

## Зйомки
Зйомки фільму проходили в Америці та, частково, у Британській Колумбії Канади. До фільму був також знятий альтернативний варіант кінцівки, що не увійшов до прокатної версії фільму. У цій кінцівці Сінді виявляє, що всі її друзі мертві.

## Пародії та посилання
У «Дуже страшному кіно 2» пародіюються відомі фільмі:
- «Екзорцист» (1973) — вступна сцена, де Меган одержима демоном, тому її мати кличе на допомогу священників Макфілі та Гарріса. У той час як екзорцизм в оригінальному фільмі успішний, отець Макфілі відмовляється від своїх обов'язків і застрелює Меган.
- «Легенда про пекельний дім» (1973) — місце дії та зав'язка сюжету, де, як і в «Легенді», двоє дослідників вивчають будинок з привидами.
- «Жах Амітвілля» (1977) — Макфілі, читаючи молитву, бачить навколо незвичайне скупчення мух. У пародії комічний ефект досягається тим, що священник, як потім з'ясовується, сидить у туалеті.
- «Підміна» (1980) — баскетбольна сцена у «Дуже страшному кіно 2» є нагадуванням про одну зі сцен цього фільму, де м'яч сам падає зі сходів.
- «Полтергейст» (1982) — сцена з нападом ляльки на Рея.
- «Різанина в будинку смерті» (1984) — сцени з монстром-коноплею та сексом із привидом пародіюють цей комедійний фільм жахів.
- «Я досі знаю, що ви скоїли минулого літа» (1998) — зав'язка сюжету з подорожжю учнів.
- «Стигмати» (1999) — загальна тематика релігії, психічного здоров'я та демонічної одержимості.
- «Привид будинку на пагорбі» (1999) — обстановка будинку з привидами та сюжет про дослідника, що заманює туди головних героїв для «вивчення безсоння».
- «Будинок на пагорбі» (версії 1959 і 1999) — зав'язка сюжету та естетика. Ремейк 1999 року також сумнозвісний поганою комп'ютерною графікою та грою акторів.
- «Що приховує брехня» (2000) — спокушання одержимою Сінді Олдмена та перетворення її обличчя.
- «Невидимка» (2000) — коли Сінді та Банді опиняються замкнені в морозильній камері.
- «Янголи Чарлі» (2000) — коли троє героїнь борються проти одержимого Генсона.
- «Місія нездійсненна» (1996) — протистояння Двайта проти Кейна на інвалідних візках.